# Émile Brunner
Émile Brunner est un fabricant d'instruments scientifiques français, d'origine suisse, né le 11 mars 1834 à Paris et décédé le 22 novembre 1895 à Paris 6e,,.

## Biographie
Pendant la seconde moitié du XIXe siècle, seuls les meilleurs artisans européens et américains sont capables de produire les instruments de précision indispensables pour la métrologie, la géodésie et l'astronomie. Les frères Brunner comptent parmi les représentants les plus importants de l'industrie française de précision. Jean Brunner puis ses deux fils, Émile et Léon Brunner se spécialisent dans les instruments géodésiques et astronomiques. 
Les frères Brunner participent à l'exposition universelle de 1867. Ils y présentent plusieurs instruments dont un télescope de 22 cm d'ouverture destiné à l'Observatoire du Caire. Ils sont également présents lors de l'exposition universelle de 1878. Ils réalisent notamment des cercles azimutaux réitérateurs et des cercles méridiens portatifs qui sont employés lors de la connexion des triangulations espagnole et algérienne par dessus la mer Méditerranée dirigée par François Perrier et Carlos Ibáñez e Ibáñez de Ibero,. 
Lors du transit de Vénus de 1874, les expéditions sont équipées par des instruments réalisés par les frères Brunner. Au début des années 1880, ils améliorent un de leurs instruments destiné à la mesure de la déclinaison magnétique qui sera finalement utilisé lors d'une mission astronomique au Chili. 
En 1883, ils construisent un comparateur pour le Bureau international des poids et mesures. Cet immense appareil est utilisé pour comparer les étalons du mètre destinés aux États parties à la Convention du Mètre. Pour cette réalisation Émile Brunner reçoit la croix de la Légion d'Honneur. 
À cette époque, ils réalisent également de nombreux instruments astronomiques pour les observatoires de Paris, Nice, Toulouse, Lisbonne, Lyon (lunette équatoriale-1882) et Alger. 
Lors de l'exposition universelle de 1889, parmi les nombreux instruments géodésiques présentés par la maison Brunner Frères, la plupart réalisés pour le Bureau des longitudes, on peut admirer un pendule réversible conçu par Gilbert Étienne Defforges sur le modèle du pendule réversible construit par les frères Repsold pour la Commission géodésique suisse,.
Léon Brunner décède en 1894, suivi l'année suivante par son frère Émile. Les établissements Brunner disparaissent avec eux. Les frères Brunner et leur père sont inhumés au cimetière du Montparnasse,.